# Gracht (Kerkrade)
Gracht is een wijk in het uiterste zuidwesten van de gemeente Kerkrade in de Nederlandse provincie Limburg. De wijk bevindt zich in Kerkrade-West tegen de grens met Duitsland.
Aan de noordzijde grenst Gracht aan Kaalheide, Heilust en Spekholzerheide. Ten zuiden van Gracht ligt het dal van de Crombacherbeek. Gracht ligt zelf op het Plateau van Spekholzerheide.

## Geschiedenis
In 1805 wordt Gracht op een Tranchotkaart vermeld als de buurtschap Op de gracht en ligt dan aan de kruising van de Grachterstraat en de Hamstraat.
In 1899 begon men ten noordoosten van Gracht met de aanleg van twee mijnschachten voor de steenkolenmijn Willem-Sophia, waarbij er ten oosten van de wijk de Steenberg Willem-Sophia werd opgeworpen met onbruikbaar steenafval.
Tussen 1933 en 2012 stond in Gracht de inmiddels gesloopte Onze-Lieve-Vrouw van Lourdeskerk.
Bleijerheide · Chevremont · Eygelshoven · Gracht · Haanrade · Ham · Heilust · Holz · Hopel · Kaalheide · Kaffeberg · Kerkrade-Centrum · Locht · Mucherveld · Nulland · Rolduckerveld · Spekholzerheide · Terwinselen · Vink · Waubacherveld

Limburg: Steden en dorpen      Nederland: Provincies · Gemeenten